# Münchweiler an der Alsenz
Münchweiler an der Alsenz település Németországban, Rajna-vidék-Pfalz tartományban. Lakosainak száma 1210 fő (2023. december 31.).

## Népesség
A település népességének változása:
| Lakosok száma | 1073 | 1191 | 1202 | 1211 | 1209 | 1210 |
|               | 1975 | 2017 | 2019 | 2021 | 2022 | 2023 |